# Tensor de Einstein
En geometría diferencial, el tensor de Einstein (llamado así por Albert Einstein; también conocido como la traza invertida del Tensor de Ricci) se utiliza para expresar la curvatura de una variedad pseudoriemanniana. En relatividad general, aparece en las ecuaciones de campo de Einstein para la gravitación que describen la curvatura del espacio-tiempo de una manera que sea consistente con la conservación de la energía y el momento.

## Definición
El tensor de Einstein {\displaystyle \mathbf {G} } es un tensor de orden 2, definido sobre una variedad pseudoriemanniana. En notación indicial libre se define como
{\displaystyle \mathbf {G} =\mathbf {R} -{\frac {1}{2}}\mathbf {g} R,}
donde {\displaystyle \mathbf {R} } es el tensor de Ricci, {\displaystyle \mathbf {g} } es el tensor métrico y {\displaystyle R} es la curvatura escalar, que se calcula como la traza del tensor de Ricci {\displaystyle R_{\mu \nu }} por {\displaystyle R=g^{\mu \nu }R_{\mu \nu }=R_{\mu }^{\mu }}. En forma de componentes, la ecuación anterior se escribe como:
{\displaystyle G_{\mu \nu }=R_{\mu \nu }-{1 \over 2}g_{\mu \nu }R}
El tensor de Einstein es simétrico:
{\displaystyle G_{\mu \nu }=G_{\nu \mu }}
y, al igual que el tensor energía-impulso, y tiene cero divergencia:
{\displaystyle \nabla _{\mu }G^{\mu \nu }=0}

## Forma explícita
El tensor de Ricci depende solo del tensor métrico, por lo que el tensor de Einstein se puede definir directamente con solo el tensor métrico. Sin embargo, esta expresión es compleja y rara vez se cita en los libros de texto.  La complejidad de esta expresión se puede mostrar usando la fórmula para el tensor de Ricci en términos de símbolos de Christoffel:
{\displaystyle {\begin{aligned}G_{\alpha \beta }&=R_{\alpha \beta }-{\frac {1}{2}}g_{\alpha \beta }R\\&=R_{\alpha \beta }-{\frac {1}{2}}g_{\alpha \beta }g^{\gamma \zeta }R_{\gamma \zeta }\\&=\left(\delta _{\alpha }^{\gamma }\delta _{\beta }^{\zeta }-{\frac {1}{2}}g_{\alpha \beta }g^{\gamma \zeta }\right)R_{\gamma \zeta }\\&=\left(\delta _{\alpha }^{\gamma }\delta _{\beta }^{\zeta }-{\frac {1}{2}}g_{\alpha \beta }g^{\gamma \zeta }\right)\left(\Gamma ^{\epsilon }{}_{\gamma \zeta ,\epsilon }-\Gamma ^{\epsilon }{}_{\gamma \epsilon ,\zeta }+\Gamma ^{\epsilon }{}_{\epsilon \sigma }\Gamma ^{\sigma }{}_{\gamma \zeta }-\Gamma ^{\epsilon }{}_{\zeta \sigma }\Gamma ^{\sigma }{}_{\epsilon \gamma }\right),\\[2pt]G^{\alpha \beta }&=\left(g^{\alpha \gamma }g^{\beta \zeta }-{\frac {1}{2}}g^{\alpha \beta }g^{\gamma \zeta }\right)\left(\Gamma ^{\epsilon }{}_{\gamma \zeta ,\epsilon }-\Gamma ^{\epsilon }{}_{\gamma \epsilon ,\zeta }+\Gamma ^{\epsilon }{}_{\epsilon \sigma }\Gamma ^{\sigma }{}_{\gamma \zeta }-\Gamma ^{\epsilon }{}_{\zeta \sigma }\Gamma ^{\sigma }{}_{\epsilon \gamma }\right),\end{aligned}}}
donde {\displaystyle \delta _{\beta }^{\alpha }} es el tensor de Kronecker y el símbolo de Christoffel {\displaystyle \Gamma ^{\alpha }{}_{\beta \gamma }} se define como
{\displaystyle \Gamma ^{\alpha }{}_{\beta \gamma }={\frac {1}{2}}g^{\alpha \epsilon }\left(g_{\beta \epsilon ,\gamma }+g_{\gamma \epsilon ,\beta }-g_{\beta \gamma ,\epsilon }\right).}
y los términos de la forma {\displaystyle \Gamma _{\beta \gamma ,\mu }^{\alpha }} representan su derivada parcial en la dirección μ, es decir:
{\displaystyle \Gamma ^{\alpha }{}_{\beta \gamma ,\mu }=\partial _{\mu }\Gamma ^{\alpha }{}_{\beta \gamma }={\frac {\partial }{\partial x^{\mu }}}\Gamma ^{\alpha }{}_{\beta \gamma }}
Antes de las cancelaciones, esta fórmula da como resultado {\displaystyle 2\times (6+6+9+9)=60} términos individuales. Las cancelaciones reducen un poco este número.
En el caso especial de un sistema de referencia inercial localmente cerca de un punto, las primeras derivadas del tensor métrico desaparecen y la forma componente del tensor de Einstein se simplifica considerablemente:
{\displaystyle {\begin{aligned}G_{\alpha \beta }&=g^{\gamma \mu }\left[g_{\gamma [\beta ,\mu ]\alpha }+g_{\alpha [\mu ,\beta ]\gamma }-{\frac {1}{2}}g_{\alpha \beta }g^{\epsilon \sigma }\left(g_{\epsilon [\mu ,\sigma ]\gamma }+g_{\gamma [\sigma ,\mu ]\epsilon }\right)\right]\\&=g^{\gamma \mu }\left(\delta _{\alpha }^{\epsilon }\delta _{\beta }^{\sigma }-{\frac {1}{2}}g^{\epsilon \sigma }g_{\alpha \beta }\right)\left(g_{\epsilon [\mu ,\sigma ]\gamma }+g_{\gamma [\sigma ,\mu ]\epsilon }\right),\end{aligned}}}
donde los corchetes denotan convencionalmente antisimetrización sobre índices entre corchetes, es decir,
{\displaystyle g_{\alpha [\beta ,\gamma ]\epsilon }\,={\frac {1}{2}}\left(g_{\alpha \beta ,\gamma \epsilon }-g_{\alpha \gamma ,\beta \epsilon }\right).}

## Traza
La traza del tensor de Einstein se puede calcular mediante contrayendo la ecuación en la definición con el tensor métrico {\displaystyle g^{\mu \nu }}. En {\displaystyle n} dimensiones (de firma arbitraria):
{\displaystyle {\begin{aligned}g^{\mu \nu }G_{\mu \nu }&=g^{\mu \nu }R_{\mu \nu }-{1 \over 2}g^{\mu \nu }g_{\mu \nu }R\\G&=R-{1 \over 2}(nR)={{2-n} \over 2}R\end{aligned}}}
Por lo tanto, en el caso especial de las dimensiones n = 4, {\displaystyle G\ =-R}. Es decir, la traza del tensor de Einstein es el negativo de la traza del tensor de Ricci. Por lo tanto, otro nombre para el tensor de Einstein es el "tensor de Ricci invertido en traza". Este {\displaystyle n=4} caso es especialmente relevante en la teoría de la relatividad general.

## Uso en relatividad general
El tensor de Einstein permite que las ecuaciones de campo de Einstein se escriban en forma concisa:
{\displaystyle G_{\mu \nu }+\Lambda g_{\mu \nu }=\kappa T_{\mu \nu },}
donde {\displaystyle \Lambda } es la constante cosmológica y {\displaystyle \kappa } es la constante gravitacional de Einstein.
Puede verse que el tensor de Einstein depende de manera no lineal del tensor métrico, pero depende linealmente de la segunda derivada parcial de la métrica. Como tensor simétrico de segundo orden, el tensor de Einstein tiene 10 componentes independientes en un espacio-tiempo de 4 dimensiones. Se deduce que las ecuaciones de campo de Einstein son un conjunto de diez ecuaciones diferenciales cuasilineales en derivadas parciales de segundo orden para el tensor métrico.
Las identidades de Bianchi contraídas también se pueden expresar fácilmente con la ayuda del tensor de Einstein:
{\displaystyle \nabla _{\mu }G^{\mu \nu }=0}
Las identidades de Bianchi (contraídas) aseguran automáticamente la conservación covariante del tensor energía-impulso en espacios-tiempo curvos:
{\displaystyle \nabla _{\mu }T^{\mu \nu }=0.}
El significado físico del tensor de Einstein se destaca por esta identidad. En términos del tensor energía-impuslo contraído con un vector de Killing {\displaystyle \xi ^{\mu }}, lo cual da lugar a una ley de conservación ordinaria de la forma:
{\displaystyle \partial _{\mu }\left({\sqrt {-g}}T^{\mu }{}_{\nu }\xi ^{\nu }\right)=0.}

## Singularidad
David Lovelock ha demostrado que, en una variedad diferenciable de cuatro dimensiones, el tensor de Einstein es la única función tensorial y cuya divergencia sea nulo, formado a partir del tensor métrico {\displaystyle g_{\mu \nu }} y a lo sumo sus derivadas parciales primera y segunda.
Sin embargo, la ecuación de campo de Einstein no es la única ecuación que satisface las tres condiciones:
1. Parecerse pero generalizar Ecuación gravitacional de Newton-Poisson
2. Aplicar a todos los sistemas de coordenadas, y
3. Garantizar la conservación covariante local de la energía-momento para cualquier tensor métrico.

Se han propuesto muchas teorías alternativas, como la teoría de Einstein-Cartan, que también satisfacen las condiciones anteriores.